# Massagris constricta
Massagris constricta är en spindelart som beskrevs av Simon 1900. Massagris constricta ingår i släktet Massagris och familjen hoppspindlar. Inga underarter finns listade i Catalogue of Life.